# Arrecife (Lanzarote)
Arrecife é um município da Espanha na província de Las Palmas, comunidade autónoma das Canárias. Tem 22,7 km² de área e em 2021 tinha 64 497 habitantes (densidade: 2 841,3 hab./km²).
Arrecife é a capital da ilha de Lanzarote.

## Demografia
| Variação demográfica do município entre 1991 e 2004 | Variação demográfica do município entre 1991 e 2004 | Variação demográfica do município entre 1991 e 2004 | Variação demográfica do município entre 1991 e 2004 |
| --------------------------------------------------- | --------------------------------------------------- | --------------------------------------------------- | --------------------------------------------------- |
| 1991                                                | 1996                                                | 2001                                                | 2004                                                |
| 33906                                               | 38091                                               | 44980                                               | 51633                                               |